# Рєзніков Юрій Олександрович
Юрій Олександрович Рєзніков (16 жовтня 1953, Київ — 8 жовтня 2016, Київ) — український вчений, фізик, професор, протягом 1995—2016 років завідувач відділом фізики кристалів в Інституті фізики Національної академії наук України. Провідний вчений у галузі оптики та фізики конденсованих середовищ, чиї дослідження здобули статус всесвітньо визнаного авторитету в царині рідких кристалів як в Україні, так і за кордоном.

## Життєпис
Народився в Києві 16 жовтня 1953 року.

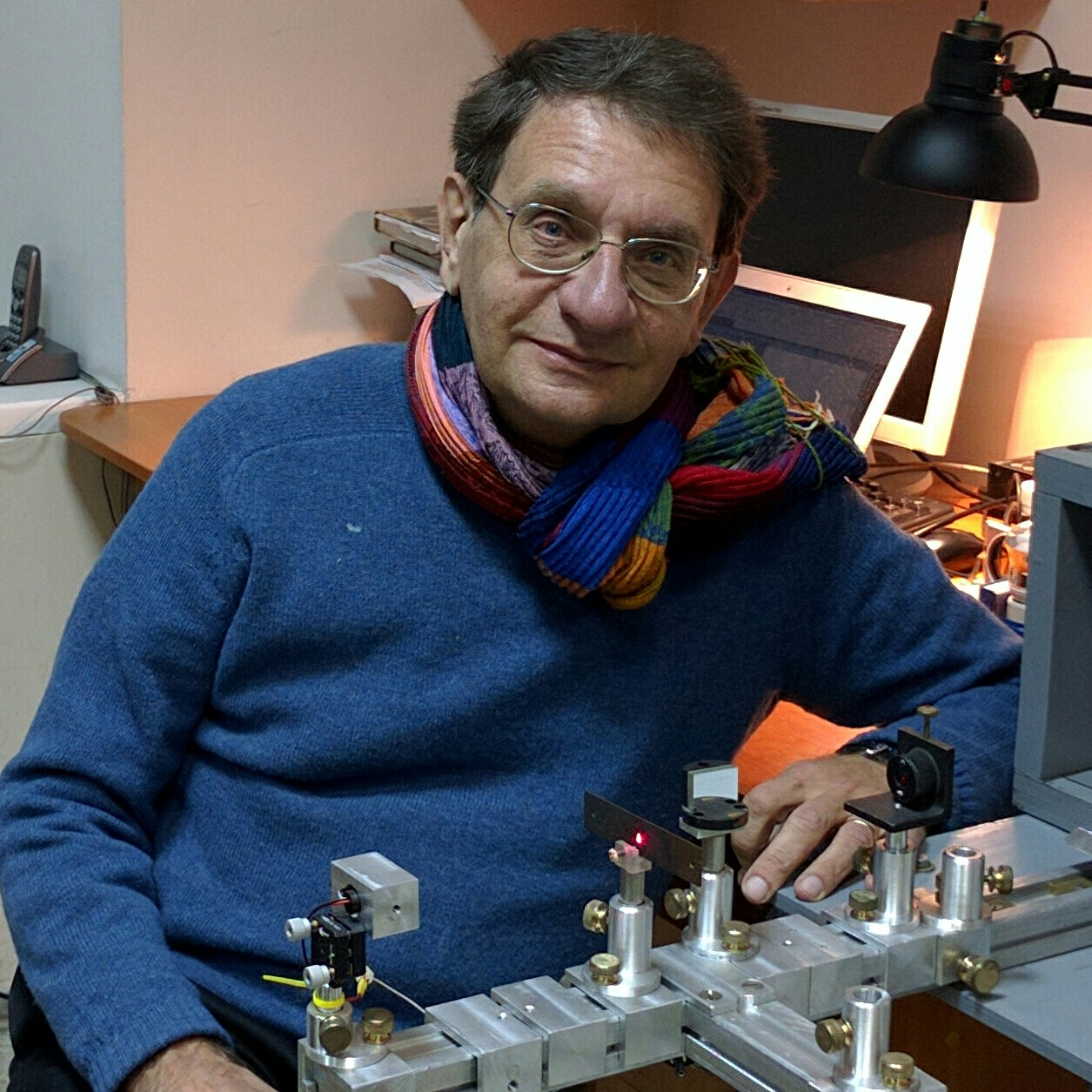
Юрій Рєзніков в лабораторії

Юрій Олександрович отримав диплом факультету радіофізики Київського національного університету імені Тараса Шевченка в 1976 році. Почав працювати в Інституті фізики НАН України, і вся його професійна кар'єра була пов'язана з цим інститутом. Почавши її у 1979 році як лаборант у відділі квантової електроніки, очолюваного професором М. С. Соскіним, він виріс до посади завідувача відділом фізики кристалів, яку займав з 1995 року. 
Кандидатська дисертація називалася  «Дослідження оптичної нелінійності рідких кристалів поблизу їх електронних смуг поглинання» (1985 рік). Юрій виявив і дослідив «гігантську» оптичну нелінійність рідких кристалів, викликану фото-трансформацією їх молекул (так звана «конформаційна нелінійність»). У своєму листі з приводу смерті Юрія Олександровича професор Франческо Сімоні з Universita Politecnica delle Marche (Анкона, Італія) написав: «Ця нелінійність розглядається як дороговказ для наступних досліджень, що мали багато наслідків, пов'язаних з ефектами фото-ізомеризації рідкокристалічного стану, які досліджуються кількома групами у всьому світі та приводять до захоплюючих досліджень фотомобільних матеріалів». Конформаційна нелінійність була застосована для обробки оптичної інформації та голографічного запису.  
У 1985—1989 роках розробив метод вимірювання енергії зчеплення рідкого кристала з підкладкою за допомогою розсіювання світла; дослідив вплив світлоіндукованої зміни кроку холестеричного кристалу в умовах фотохімічних перетворень молекул. Пізніше, в 1989—1995 роках, отримав значні результати, які включали в себе розробку технології фотоорієнтації, керування параметрами зчеплення рідкого кристала методом фотоорієнтації, а також вивчення конформаційної оптичної нелінійності в двофазній області рідких кристалів та поверхневих реорієнтаційних ефектів у рідкокристалічних комірках із фоточутливим орієнтаційним шаром. В 1995 році захистив докторську дисертацію на тему «Світлоіндуковані домішки в рідких кристаллах».
Основні досягнення Ю. О. Резнікова після 1995 року стосувались багатьох цікавих проблем: маніпулювання частинками в масивах топологічних дефектів за допомогою світла; розробки методики вимірювання надвеликих кроків холестеричної спіралі; вивчення орієнтаційної взаємодії в двокомпонентних суспензіях паличко-подібних наночастинок; відкриття сильної теплової оптичної нелінійності в рідкокристалічних наноколоїдах із металевими частинками; розробки стабільних рідкокристалічних феромагнітних наноколоїдів; спостереження високої магнітної чутливості в агрегованих феромагнітних наноколоїдах; досліджень поверхневої фоторефракції в рідких кристалах; розробки гнучких бістабільних пластикових рідкокристалічних дисплеїв; дослідження розбавлених рідкокристалічних сегнетоелектричних наноколоїдів та відкриття поверхневої бістабільності в рідких кристалах, що знаходяться між фотоорієнтуючими поверхнями та інше.

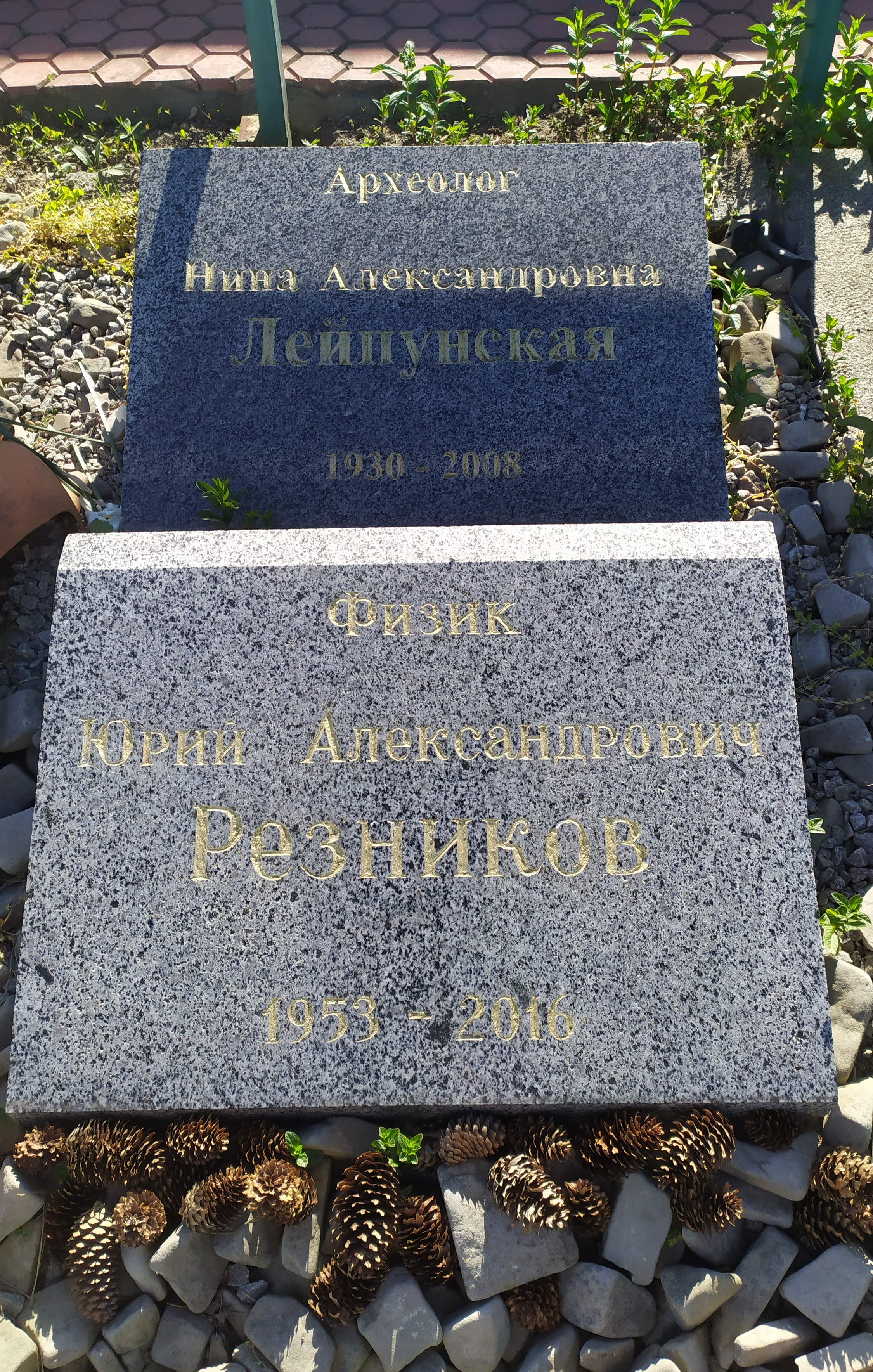
Могила Юрія Рєзнікова та його матері, Байкове кладовище

Школа рідких кристалів в Інституті фізики НАН України розквітла завдяки таланту Юрія Олександровича як першовідкривача, його всеохоплюючому ентузіазму та його здібностей як вчителя — він був керівником 15 кандидатських дисертацій.   
Помер 8 жовтня 2016 року. Похований на Байковому кладовищі разом із родиною (ділянка № 31).

### Сім'я
Дружина Тетяна Надеїна, співробітник НАН України; перша дружина Світлана Рєзнікова, співробітник НАН України; син Дмитро Рєзніков, проживає в США і працює в компанії Verily Life Sciences.
батько: Олександр Рєзніков (1931—1980), доктор наук, перекладач з фарсі, сходознавець; мати: Ніна Лейпунська (1930—2008), археолог, кандидат наук; вітчим — Сергій Крижицький (1932—2018), археолог, професор, член-кореспондент НАН України; сестра — Тетяна Крижицька, соціолог; бабуся — Антоніна Прихотько, фізик, академік НАН України, директор Інституту фізики НАН України деякий час, перша жінка-доктор наук в СРСР (1946 рік); дідусь — Олександр Лейпунський — вчений, фізик-ядерщик, академік НАН України, науковий керівник Інституту ядерної енергетики в м. Обнінську (Росія), винахідник ядерного реактора на швидких нейтронах.  

## Участь у науковому світі та нагороди

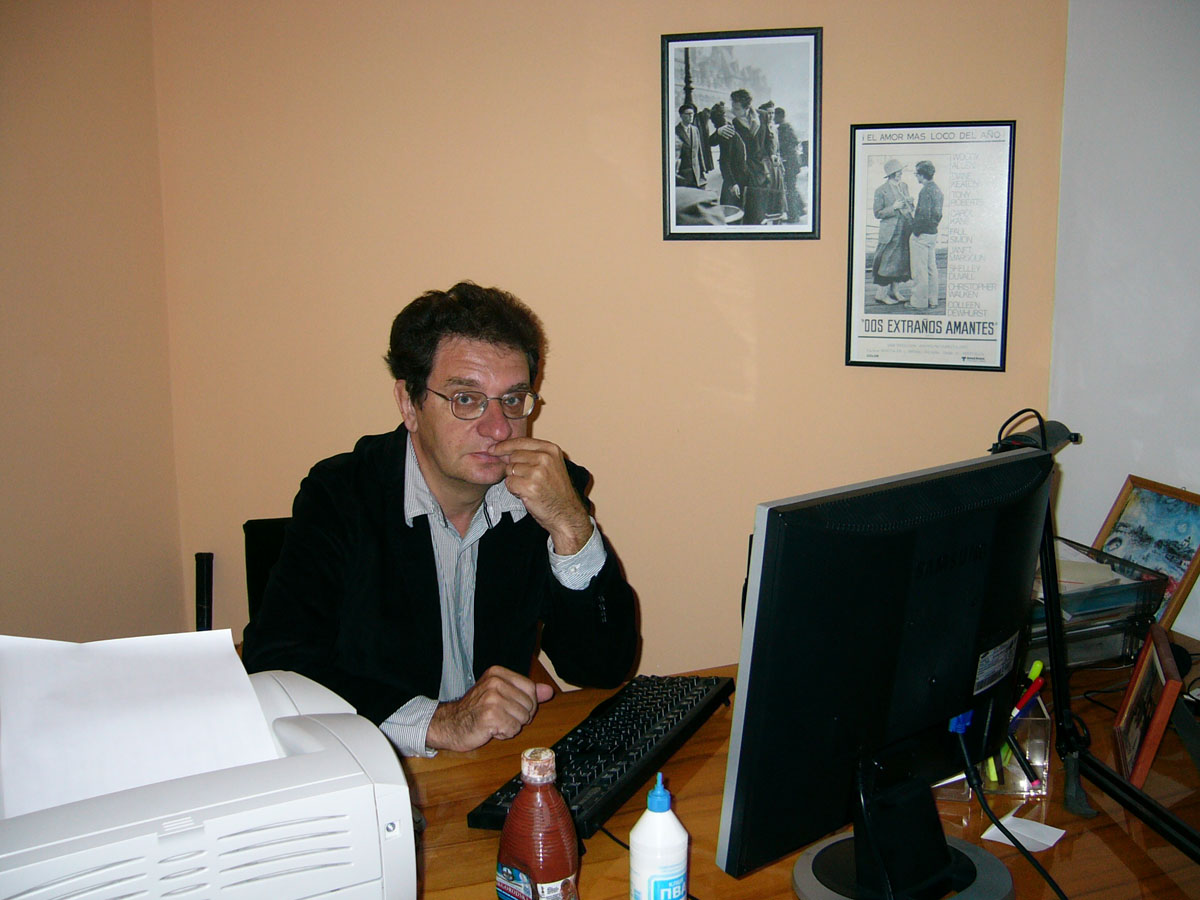
Юрій Рєзніков в своєму робочому кабінеті

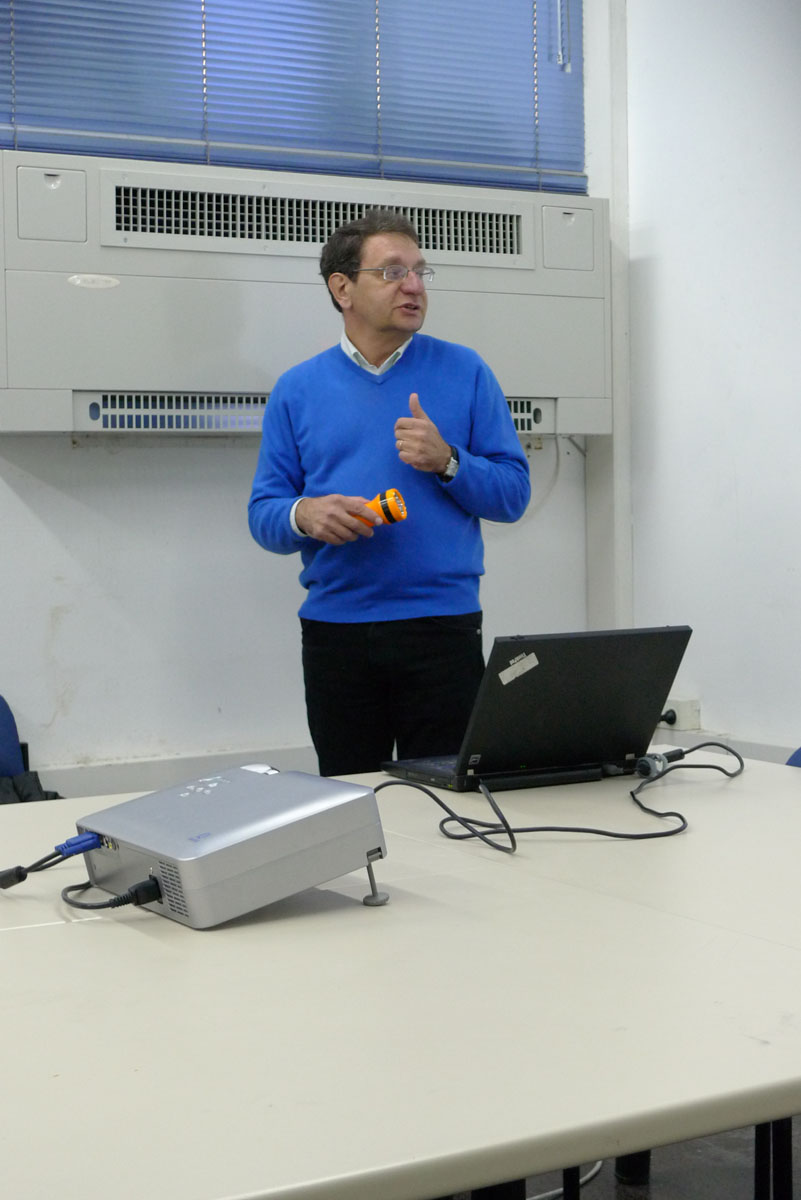
Юрій Рєзніков на конференції

Згідно з Google Scholar, Н-фактор Ю. О. Рєзнікова дорівнює 37, а його індекс цитування перевищує 4700. Він опублікував близько 200 статей в наукових журналах і зареєстрував понад 15 патентів на винаходи у США, Європі та Південній Кореї. Він є одним з 100 найбільш цитованих дослідників в Україні. Юрій відвідав багато університетів Європи, Азії та Північної Америки як запрошений науковий співробітник; зробив понад 20 запрошених лекцій на найпрестижніших міжнародних конференціях; був членом консультативних рад на 10 міжнародних конференціях; членом редакційної ради «Liquid Crystal Today»; заступником редактора «Optical Express»;  членом товариств Society of Informational Displays (SID) та International Society for Optical Engineering (SPIE).
Нагороджений медаллю Фредерікса Рідко-кристалічного товариства «Співдружність» в 2010 році та премією НАН України імені А. Ф. Прихотько в 2012 році. Отримав відзнаку WEB of Science Award «ЛІДЕР НАУКИ УКРАЇНИ 2016».

## Вибрані публікації
- Odulov, S. G., Reznikov, Y. A., Soskin, M. S., & Khizhnyak, A. I. (1984). Photostimulated change of phase-transition temperature and «giant» optical nonlinearity of liquid crystals. In Opticals Effects in Liquid Crystals (pp. 224—228). Springer, Dordrecht. doi: 10.1007/978-94-011-3180-3_29
- Dyadyusha, A. G., Marusii, T. Y., Reshetnyak, V. Y., Reznikov, Y. A., & Khizhnyak, A. I. (1992). Orientational effect due to a change in the anisotropy of the interaction between a liquid crystal and a bounding surface. JETP lett, 56(1), 17-21.
- Voloshchenko, D., Khyzhnyak, A., Reznikov, Y., & Reshetnyak, V. (1995). Control of an easy-axis on nematic-polymer interface by light action to nematic bulk. Japanese journal of applied physics, 34(2R), 566.
- Glushchenko, A., Kresse, H., Reshetnyak, V., Reznikov, Y., & Yaroshchuk, O. (1997). Memory effect in filled nematic liquid crystals. Liquid crystals, 23(2), 241—246. doi: 10.1080/026782997208505
- Simoni, F., Francescangeli, O., Reznikov, Y., & Slussarenko, S. (1997). Dye-doped liquid crystals as high-resolution recording media. Optics letters, 22(8), 549—551. doi: 10.1364/OL.22.000937
- Zhang, J., Ostroverkhov, V., Singer, K. D., Reshetnyak, V., & Reznikov, Y. (2000). Electrically controlled surface diffraction gratings in nematic liquid crystals. Optics letters, 25(6), 414—416.doi: 10.1364/ol.25.000414.
- Ouskova, E., Buchnev, O., Reshetnyak, V., Reznikov, Y., & Kresse, H. (2003). Dielectric relaxation spectroscopy of a nematic liquid crystal doped with ferroelectric Sn 2 P 2 S 6 nanoparticles. Liquid Crystals, 30(10), 1235—1239.10.1080/02678290310001601996
- Reznikov, Y., Buchnev, O., Tereshchenko, O., Reshetnyak, V., Glushchenko, A., & West, J. (2003). Ferroelectric nematic suspension. Applied Physics Letters, 82(12), 1917—1919. doi: 10.1063/1.1560871
- Yaroshchuk, Oleg, and Yuriy Reznikov. «Photoalignment of liquid crystals: basics and current trends.» Journal of Materials Chemistry 22.2 (2012): 286—300. doi: 10.1039/C1JM13485J
- Reznikov, Yuriy, Anatoliy Glushchenko, and Yuriy Garbovskiy. «Ferromagnetic and ferroelectric nanoparticles in liquid crystals.» Liquid crystals with nano and microparticles. 2017. 657—693. doi: 10.1142/9789814619264_0019